# Eclipse lunar de marzo de 2026
El eclipse lunar total del 3 de marzo de 2026 será un evento astronómico en el que la Luna atravesará completamente la sombra de la Tierra. Será el primero de los dos eclipses lunares previstos para ese año y será visible principalmente en el Océano Pacífico y regiones adyacentes. 
El segundo eclipse lunar de 2026 será parcial y tendrá lugar el 28 de agosto. El siguiente eclipse lunar total ocurrirá el 31 de diciembre de 2028.
Este eclipse es el número 27 del saros lunar 133. Los eclipses lunares de Saros 133 ocurren todos en el nodo descendente de la Luna y esta se desplaza hacia el norte con cada eclipse.
| Eclipse total de luna 3 de marzo de 2026                                   | Eclipse total de luna 3 de marzo de 2026 |
| -------------------------------------------------------------------------- | ---------------------------------------- |
| Previo                                                                     | Eclipse \| Eclipse total \| Saros        |
| Posterior                                                                  | Eclipse \| Eclipse total \| Saros        |
| La Luna pasando de derecha a izquierda a través de la sombra de la Tierra. |                                          |
| Gamma                                                                      | -0.3765                                  |
| Magnitud                                                                   | 1.1507                                   |
| Saros                                                                      | 133 (27 de 71)                           |
| Duración (h:min:s)                                                         |                                          |
| Total                                                                      | 00:58:19                                 |
| Parcial                                                                    | 03:27:10                                 |
| Penumbra                                                                   | 05:38:37                                 |
| Contactos                                                                  |                                          |
| P1                                                                         | 08:44:22 UTC                             |
| U1                                                                         | 09:50:00 UTC                             |
| U2                                                                         | 11:04:26 UTC                             |
| Máximo                                                                     | 11:34:52 UTC                             |
| U3                                                                         | 12:02:45 UTC                             |
| U4                                                                         | 13:17:10 UTC                             |
| P4                                                                         | 14:22:59 UTC                             |

## Visibilidad
Será visible en el Océano Pacífico y sus alrededores. Se observará al atardecer en Asia y Oceanía y al amanecer en América.
En América del Sur la luna se pone antes de la fase total. En la costa este de América del Norte y en Centroamérica la Luna se oculta en la fase máxima del eclipse.
En la India y Asia Central el eclipse aparece solo como un eclipse parcial.

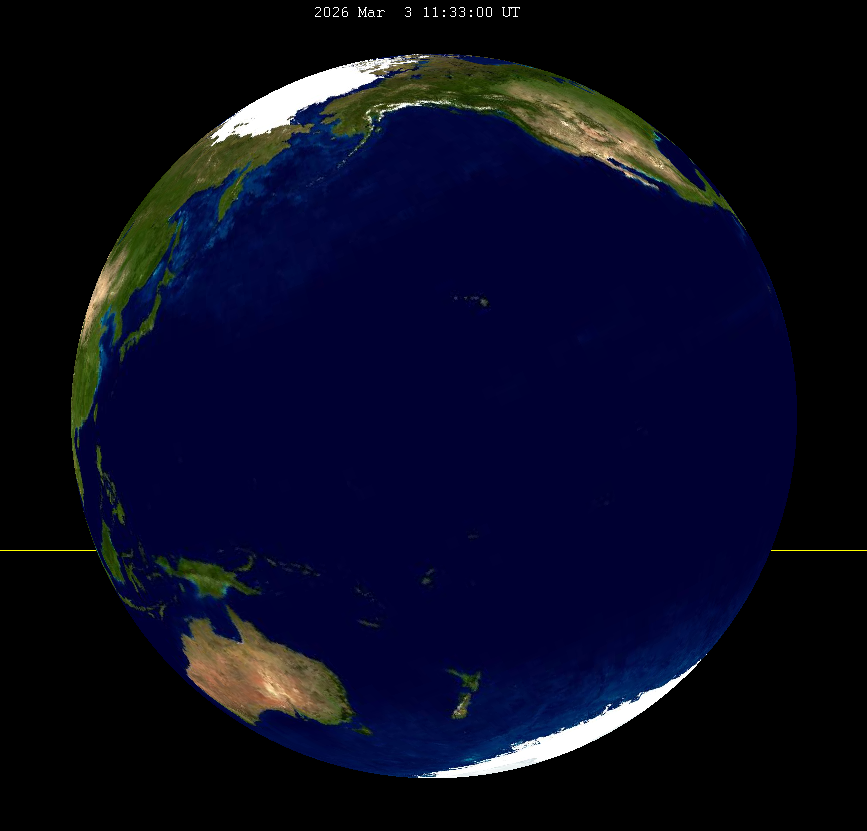
Simulación de la Tierra vista desde el centro de la cara visible de la Luna al momento máximo del eclipse.

## Eclipses relacionados

### Saros lunar 133
- Precedido por: Eclipse lunar del 21 de febrero de 2008
- Seguido por: Eclipse lunar del 13 de marzo de 2044